# Conó (almirall)
Conó (Conon Κόνων) fou un general atenenc del segle V i IV aC.
El 413 aC era a Naupacte al front de la flota atenenca per impedir a Corint enviar ajut a Siracusa, i en el combat naval que va lliurar no hi va haver una victòria clara.
El 410 aC fou nomenat estrateg i enviat a Còrcira. El 409 aC fou estrateg junt amb Trasibul i Alcibíades (general atenenc). El 406 aC fou nomenat com el primer de deu generals que havien de substituir Alcibíades. Després d'algunes operacions militars es va haver de refugiar a Mitilene on fou bloquejat per Cal·licràtides. Després de la batalla de les Arginuses fou cridat a Atenes però mentre altres generals foren eliminats, ell va retenir el comandament.
El 405 aC la flota atenenca fou derrotada a Egospòtams per Lisandre. Conó es va escapar amb 8 vaixells i va buscar asil a Xipre on governava el seu amic Evàgores I.
Va romandre allí uns anys fins que la guerra entre Atenes i Esparta es va reprendre; fou llavors que va passar al servei de Pèrsia i fou nomenat cap de la flota persa (397 aC). Va ser atacat per l'almirall espartà Fàrax a Caunus, però el va rebutjar, i després va aconseguir separar Rodes de l'aliança amb Esparta.
El 395 aC va estar a la cort persa on va obtenir el nomenament del seu aliat, el sàtrapa Farnabazos II, com el seu col·lega en el comandament. Va guanyar una victòria decisiva sobre l'almirall esparta Pisandre d'Esparta a Cnidos i després, junt amb Farnabazos, va expulsar els governadors espartans de les ciutats asiàtiques i va donar la llibertat a les ciutats.
El 394 aC va cobrar taxes a les ciutats de l'Hel·lespont i el 393 aC junt amb Farnabazos, va anar amb la flota a la costa de Lacònia i va assolar la vall del Pamisos i es va apoderar de l'illa de Citera (Cythera). Llavors es va dirigir a Corint mentre Farnabazos va tornar a la seva satrapia.
Poc després Conó va tornar a Atenes on fou rebut amb entusiasme i va restaurar les Llargues muralles del Pireu. Les negociacions iniciades per Esparta amb el sàtrapa Tirabazos, i les intrigues d'Antàlcides, van aconsellar a Atenes d'enviar a Conó, però aquest fou empresonat per Tirabazos i segons alguns se'l va enviar a l'interior essent executat pel camí, i segons altres es va escapar a Xipre on va morir deixant hereu al seu fill Timoteu. La seva tomba i la del seu fill encara les va veure Pausànies.